# Corporation Island
Corporation Island est une île de la Tamise en Angleterre. Elle se trouve près de Twickenham, entre Richmond Bridge et Richmond Railway Bridge, et fait face à Richmond, à Londres. 
L’île Corporation n’est pas peuplée et est très boisée de saules blancs, de saules allégés et de saules pleureurs et de peupliers noirs hybrides. 
L'île, comme d'autres îles voisines de cette partie de la Tamise, est souvent fréquentée par des hérons. 
Juste en aval de l'île Corporation se trouvent deux petites îles appelées îles Flowerpot. Celles-ci sont presque entièrement recouvertes de surfaces dures et n'ont qu'un ou deux arbres matures au centre de chacune d'elles. 